# Orstom macmillani
Orstom macmillani – gatunek pająków z infrarzędu ptaszników i rodziny Barychelidae. Występuje endemicznie na Nowej Kaledonii. Zasiedla lasy deszczowe góry Mont Panié.

## Taksonomia
Gatunek ten opisany został po raz pierwszy w 1994 roku przez Roberta Ravena. Miejsce typowe znajduje się na Mont Panié. Epitet gatunkowy nadano mu na cześć Lindsay Macmillan, która uczestnicząc w ekspedycji naukowej ORSTOMu odłowiła holotyp gatunku.

## Morfologia
Holotypowa samica ma ciało długości 14 mm oraz karapaks długości 7,6 mm i szerokości 6,16 mm. Karapaks jest w zarysie prawie jajowaty, ubarwiony ciemnorudobrązowo, porośnięty delikatnymi złocistobrązowymi włoskami nie zakrywającymi oskórka. Jamki karapaksu są krótkie, głębokie i proste z zakrzywionymi końcami. Szczękoczułki są ciemnorudobrązowe, skąpo owłosione. Bruzda szczękoczułka ma 12 zębów w sigmoidalnie zakrzywionym szeregu na krawędzi przedniej oraz 4 małe ząbki w części środkowo-nasadowej. Rastellum składa się z licznych zakrzywionych szczecin nie osadzonych na guzku. Szczęki zaopatrzone są w około 40–50 kuspuli umieszczonych w trójkątach wewnętrznych. Odnóża są ubarwione ciemnorudobrązowo. Pazurki pierwszej i ostatniej pary odnóży u samicy mają po 4 ząbki położone na pośrodkowych listewkach. Wszystkie pazurki sięgają poza przypazurkowe kępki włosków na stopach. Odnóża pierwszej i drugiej pary pozbawione są silnych kolców na goleniach i nadstopiach, co odróżnia je od tych u samic O. chazeaui. Opistosoma (odwłok) ma z obu stron barwę ciemnobrązową. Genitalia samicy mają dwie spermateki, każda o formie szerokiego i niskiego guzka z cienką szypułką zwieńczoną kuliście; guzki stykają się nasadami. 

## Ekologia i występowanie
Pająk ten występuje endemicznie na Nowej Kaledonii, gdzie zasiedla wyłącznie zdominowane przez Agathis montana lasy deszczowe na górze Mont Panié w Prowincji Północnej. Stwierdzono został na wysokości 1280 m n.p.m.
Do ptaszników występujących z nim sympatrycznie należą Orstom chazeaui i Encyocrypta panie z tej samej rodziny oraz Migas affinis z rodziny Migidae.